# إد بيرغر
إد بيرغر (بالإنجليزية: Ed Berger)‏ هو مصور أمريكي، ولد في عقد 1950، وتوفي في 22 يناير 2017.

## روابط خارجية
- إد بيرغر على موقع أول ميوزيك (الإنجليزية)